# E. R. Fightmaster
E. R. Fightmaster (també escrit com a Emily Fightmaster, 1991/1992) és una persona no-binària dels Estats Units dedicada a l'actuació i a la producció de sèries de televisió.
Fightmaster va començar a estudiar a la Universitat de Cincinnati abans de traslladar-se a Chicago i graduar-se en estudis de dones i gènere per la Universitat DePaul.
Va formar part de l'empresa de comèdia improvisada The Second City de Chicago, a banda de diverses companyies itinerants. També havia actuat amb Boom Chicago, una companyia de comèdia en anglès a Amsterdam. El 2020, Fightmaster va entrar a l'equip creatiu i de guió de CBS per dirigir la presentació d'actors de l'estudi, abans coneguda com a CBS Diversity Sketch Comedy Showcase.
Després d'una estada de dues temporades a la sèrie còmica Shrill de Hulu, el 2021 va rebre un paper principal a Grey's Anatomy com al primer metge no binari de la sèrie.
A banda d'actuar, també forma part del duo musical Twin.

## Trajectòria
| Any       | Títol                 | Paper             | Notes                           |
| --------- | --------------------- | ----------------- | ------------------------------- |
| 2019      | Tales from the Closet | E. R. Fightmaster | Sèrie de televisió, 2 episodis  |
| 2019-2021 | Work in Progress      | Alexis            | Sèrie de televisió, 2 episodis  |
| 2020      | Yew Boys              | Gill              | Curtmetratge; producció         |
| 2020      | Pathetic Woman        | Andy              | Curtmetratge; producció; guió   |
| 2020      | Ancient Methods       | Tara-Jay          | Curtmetratge                    |
| 2020–2021 | Shrill                | Em                | Sèrie de televisió, 12 episodis |
| 2021      | Grey's Anatomy        | Dr. Kai Bartley   | Sèrie de televisió, 3 episodis  |